# Bejeweled
Bejeweled är ett pusselspel, ursprungligen utvecklat av PopCap Games, som idag ofta förekommer på diverse spelsajter på internet. Spelet finns i ett flertal olika versioner, däribland de fem PopCap-spelen Bejeweled, Bejeweled 2, Bejeweled 3, Bejeweled Twist och Bejeweled Blitz. Det sistnämnda spelet, Bejeweled Blitz, skapades ursprungligen för sajten Facebook. Spelet går ut på att flytta "juveler" så att tre eller fler av samma färg ligger i anslutning till varandra.

## Mål
Genom att byta plats på två juveler kan spelaren kombinera längder av 3 till 5 juveler. Juvelerna kan dock endast flyttas om det direkt möjliggör en ny kombination, i vilket fall dessa då försvinner från brädet och spelaren belönas med poäng. Brädet fylls konstant på, allt eftersom juvelerna försvinner och faller ned i hålorna som bildas. Spelet förloras om inga ytterligare kombinationer kan göras.
Ju längre kombinationer av juveler spelaren lyckas skapa, desto fler poäng belönas. Vid en kombination av fyra eller fler juveler kan även en "hyperjuvel" skapas, som exploderar när den används och tömmer ut samtliga juveler i direkt omkrets runt den.
Spelet utvecklas på det vis att spelaren, vid ett visst antal poäng, fortsätter till nästa nivå av spelsvårighet, som tillför färger och liknande. Poängen per kombination höjs per nivå, men svårighetsgraden blir samtidigt högre. Detta liknar många andra pusselspel, som till exempel Tetris, där det fungerar som ett sätt för att skapa ett konstant nalkandes slut. 
Utöver detta klassiska läge levereras oftast ett läge där poängen konstant räknas ned, med allt snabbare hastighet ju högre nivå spelaren kommer till. Spelaren kan då oftast inte förlora genom att få slut på kombinationer - i vilket fall hela brädet istället byts ut - utan endast genom att få slut på tid.

## Varianter
Spelet utvecklades ursprungligen av PopCap Games till webbläsare i Flash, men de kompletterade snart med en nedladdningsbar version. Sedan dess har spelet portats till Mac, mobila plattformar, Xbox Live Arcade, och liknande.